# Edelfa Chiara Masciotta
Edelfa Chiara Masciotta, née le 14 février 1984 à Turin, est un mannequin italien ayant été couronné Miss Italie en 2005.